# Abraham van der Wenne

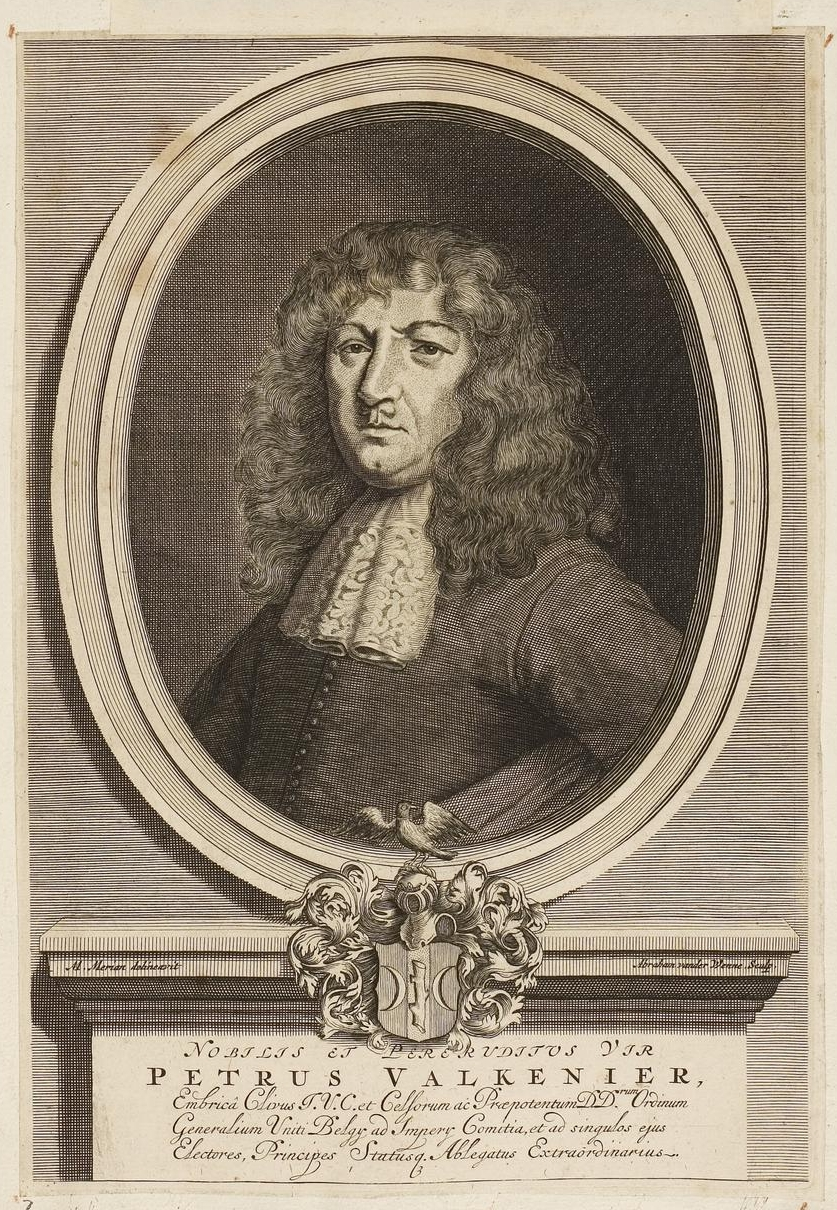
Ritratto di Petrus Valkenier

Abraham van der Wenne, o Abraham Meindertzoon van der Wenne (Amsterdam, 26 febbraio 1656 o 1657 – Amsterdam, 1694 (tra il 1684 e il 1694)), è stato un incisore olandese del secolo d'oro.

## Biografia
Allievo di Abraham Bloteling, operò inizialmente ad Amsterdam dal 1670 al 1672. Nel 1672 si trasferì a Londra, dove rimase fino al 1678. Ritornò infine nella sua città natale, dove operò tra il 1680 e il 1681. Il 4 gennaio 1681 sposò ad Amsterdam Clementia van Sonnevelts.
Si specializzò nell'esecuzione di ritratti. Tra le sue incisioni citiamo Il ritratto di Ugo Grozio, da un dipinto di Michiel van Mierevelt (almanacco del 1681 - Amsterdam) e Il ritratto di Petrus Valkenier da un'opera di Matthäus Merian.